# HMS Ramillies (1785)
HMS Ramillies (Корабль Его Величества «Рэмиллис») — 74-пушечный линейный корабль третьего ранга. Третий корабль Королевского флота, названный HMS Ramillies, в честь победы при Рамилье. Шестой линейный корабль типа Culloden. Относился к так называемым «обычным 74-пушечным кораблям», нёс на верхней орудийной палубе 18-фунтовые пушки. Заложен в декабре 1782 года. Спущен на воду 12 июля 1785 года на частной верфи Рэндалла в Ротерхите. Принял участие во многих морских сражениях периода Французских революционных, Наполеоновских войн и Англо-американской войны, в том числе в Славном Первом Июня и Сражении при Копенгагене.

## Французские войны
18 июля 1793 года к юго-западу от островов Силли Bellerophon столкнулся с Majestic во время сильного шторма. Bellerophon потерял бушприт, фок- и грот-стеньгу, его носовая фигура и водорез были разбиты, так что Ramillies взял его на буксир и доставил в Плимут на ремонт.
2 мая 1794 года Ramillies, под командованием капитана Генри Харви, вместе с флотом Канала вышел в море на перехват важного
французского конвоя с зерном из Северной Америки. Найдя 5 мая французский флот все ещё в Бресте, эскадра повернула в Атлантику, с намерением встать между конвоем и его будущим охранением. 28 мая фрегаты лорда Хау обнаружили французский флот, но те оказались с наветра, так что британцам было затруднительно принудить их к бою.
29 мая Хау попытался с подветра прорвать французскую линию. С дюжину британских кораблей, в том числе и Ramillies, вступили с серьезную перестрелку, и хотя некоторые имели повреждения, ни один не нуждался в помощи верфи, все остались в строю. Иначе обстояло у французов: нескольким пришлось вернуться в Брест, но их заменили 5 кораблей Нейи, которым повезло найти свой флот на следующий день. В этой стычке Ramillies потерял 3 человека ранеными.
1 июня оба флота сформировали линию на расстоянии 6 миль друг от друга. Ramillies был девятнадцатым кораблем британской
колонны. Когда Хау поднял сигнал прорезать линию противника, Ramillies вовремя не выполнил приказа, в итоге оказавшись слишком далеко с наветренной стороны от противника. Ближе к концу сражения он пришел на помощь Brunswick, которым командовал его брат Джон. Brunswick вёл ближний бой с французским 74-пушечным Vengeur du Peuple, и к этому моменту был уже сильно повреждён. Ramillies поддержал его огнём, нанеся противнику серьезный урон и ускорив его уничтожение. Всего в бою он потерял 2 человека убитыми и 7 ранеными.
В апреле 1798 года Ramillies, под командованием капитана Генри Инмана, входил в состав эскадры адмирала Бридпорта, отправленной в Бискайский залив. Вечером 21 апреля он, совместно с 74-пушечным Mars и 38-пушечным фрегатом Jason устремились в погоню за 74-пушечным французским кораблем Hercule. Однако вскоре Ramillies потерял свою фок-стеньгу и не смог продолжать погоню. Остальные корабли продолжили преследование, и вскоре Mars догнал французское судно вступив с ним в ожесточенную перестрелку, которая продолжалась больше часа, прежде чем Hercule капитулировал.
12 марта 1801 года Ramillies, под командованием капитана Джеймса Уильяма Тейлора Диксона, в составе флота адмирала Хайда Паркера отплыл из Ярмута к Копенгагену. 2 апреля 1801 был при Копенгагене, когда колонна Нельсона вступила в бой с превосходящими силами датчан и вынудила их начать переговоры. Сам Ramillies входил в резерв Паркера и потому не принимал участия в сражении.
12 января 1806 года Ramillies, под командованием капитана Фрэнсиса Пикмора, в составе эскадры вице-адмирала Джона Уоррена вышел в море на перехват французской эскадры вице-адмирала Лессега. Поиски Лессега не увенчались успехом, однако 13 марта в Восточной Атлантике британцы обнаружили другую французскую эскадру — контр-адмирала Линуа, состоящую из 74-пушечного линейного корабля Marengo и фрегата Belle Poule. В результате последовавшего боя оба французских корабля были захвачены. В момент обнаружения французов Ramillies находился довльно далеко от передовых британских судов, и потому прибыл к месту сражения лишь к концу боя.
23 апреля 1806 года эскадра Джона Уоррена попала в сильный шторм. В числе прочих серьезно пострадал и Ramillies, который лишился всех мачт и потеряв управление несколько часов пролежал в дрейфе.

## Англо-американская война
В августе 1812 года командование Ramillies принял капитан Томас Мастерман Харди. В связи с началом англо-американской войны ему было приказано отправляться в Северную Америку. Ramillies и ещё несколько британских судов доставили к берегам Соединенных Штатов армию под командованием Джона Шербрука, которая захватила значительную часть восточного побережья штата Мэн (тогда часть Массачусетса), в том числе Форт Салливан, Истпорт, Бангор и Кастин.
10 августа 1814 года экипаж Ramillies принимал участие в операции в гавани Стонингтона, штат Коннектикут. Матросы и морские
пехотинцы с корабля высадились на берег и подожгли несколько складов. но были вынуждены отступить перед превосходящими
силами противника.
Во время битвы у Норт Пойнт для поддержки отряда генерал-майора Роберта Росса из 3700 человек был отправлен сводный батальон
морской пехоты с Tonnant, Ramillies, Albion и Royal Oak под командованием исполняющего обязанности майора Джона Робинса. В результате последовавшего сражения британцы одержали победу, при этом понеся тяжелые потери. Два человека из числа погибших были с Ramillies.

## Дальнейшая служба
В июне 1818 года Ramillies был переоборудован в Шеернессе, после чего продолжил службу в качестве сторожевого корабля в Портсмуте. Во время службы в Портсмуте он использовал Viper как тендер. 30 ноября 1820 года и 6 февраля 1821 года Viper захватил несколько призов, по-видимому, контрабандистов, в результате чего призовые деньги были разделены между экипажами Viper и Ramillies.
В августе 1821 года Ramillies, под командованием капитана Эдуарда Браса, служил в качестве сторожевого корабля в Даунсе. Затем в с мая 1822 года по июнь 1823 года он прошел ремонт и как сторожевой корабль в Портсмуте вновь вступил в строй. С 1831 года Ramillies был переведен на рейдовую службу. В июне 1831 года Ramillies был отправлен на королевскую верфь в Чатеме, где был оборудован как госпитальное судно. Затем он был отправлен в Шеернесс, где и продолжил службу в этом качестве. Ramillies был отправлен на слом и разобран в Шеернессе в феврале 1850.